# 24 Ore di Le Mans 1971
La 39ª edizione della 24 Ore di Le Mans si è svolta il 12 e 13 giugno 1971 sul Circuit de la Sarthe ed è stata la nona prova del Campionato internazionale Marche di quell'anno.

## Contesto
Alla fine della stagione 1970, la Ferrari si era iscritta ad alcune gare con una nuova versione della 512, la 512 M (Modificata). La 512 M aveva una nuova carrozzeria costruita secondo gli stessi principi aerodinamici della Porsche 917K. Alla fine del 1970 la 512 M aveva in parte ridotto il gap cronometrico dalla 917, almeno su alcuni tracciati.
Durante la stagione 1971 la FIA decise di eliminare la categoria Sport per il 1972, così le grandi 917 e 512 avrebbero dovuto ritirarsi alla fine di un anno che avrebbero sicuramente dominato nuovamente.
Sorprendentemente la Ferrari decise di abbandonare qualsiasi impegno ufficiale con la 512, allo scopo di preparare un nuovo prototipo per la stagione 1972. La Ferrari 312 PB venne presentata ed iscritta dalla casa modenese in diverse gare, ma molte 512 venivano ancora fatte correre da scuderie private e molte di queste vennero convertite nel modello M. Essendo meno costose delle 917 K, le 512 M apparivano come un buon affare per i clienti alla fine del 1970.

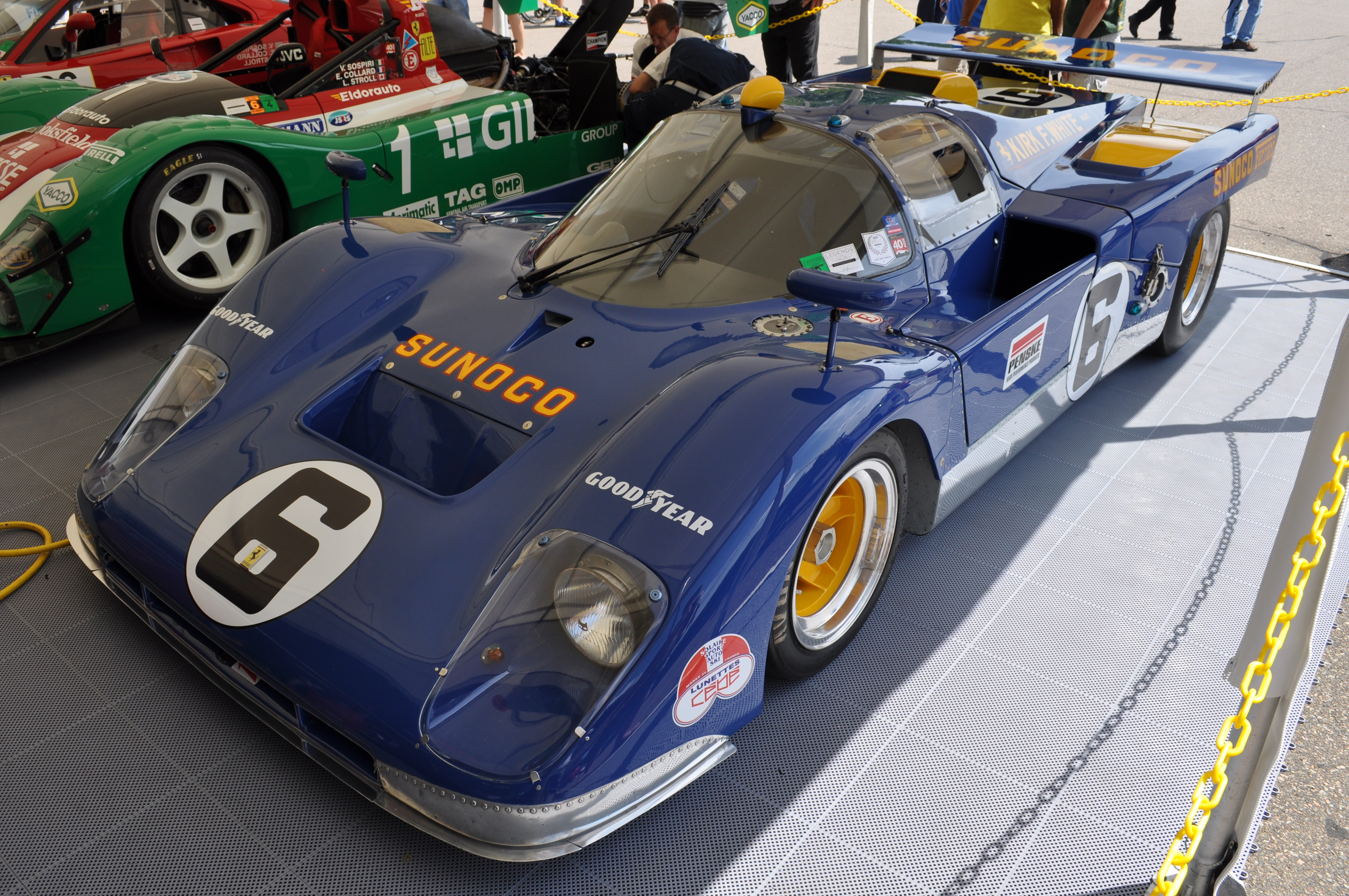
La 512 M del team Penske coi colori dello sponsor "Sunoco"

Roger Penske comprò il telaio di una 512 M usata che venne completamente smantellata e ricostruita, la vettura venne preparata specificamente per le gare lunghe e dotata di caratteristiche uniche, tra le quali un alettone posteriore molto largo e un sistema di rifornimento rapido ispirato a quelli usati nell'aviazione. Il motore venne preparato dalla Traco, specialista dei Can-Am V8. Questo motore era probabilmente in grado di sviluppare più di 600 HP (450 kW). Ancora oggi è impossibile dire fino a che punto l'iniziativa di Penske fosse appoggiata dalla Ferrari. Questa 512 M, dipinta con una livrea blu e gialla, era sponsorizzata dalla Sunoco e dal rivenditore Ferrari californiano Kirk F. White: l'auto ottenne la pole position alla 24 ore di Daytona e finì seconda nonostante un incidente, mentre per la 12 ore di Sebring, la "Sunoco" ottenne la pole ma finì la gara al sesto posto, dopo uno scontro con la 917 di Pedro Rodríguez. Nonostante la sfortuna, la vettura si era rivelata una seria avversaria per la 917: non solo era più veloce su piste come Daytona e Sebring, ma era anche l'auto che aveva il tempo di rifornimento più breve.

La Porsche 917/20 "Maiale rosa"

La presenza della 512 M "Sunoco" costrinse la Porsche a proseguire il suo sforzo di ricerca e sviluppo sulla 917. La coda della 917 K venne modificata, e la Porsche 917LH ricevette ulteriori migliorie. Venne sviluppato un nuovo telaio in magnesio. Un'auto completamente nuova, la 917/20, venne costruita come banco di prova per future parti da impiegare nella Can-Am e per nuovi concetti aerodinamici.
La 917/20 per le 24 ore venne dipinta in rosa con scritti sopra i nomi dei tagli della carne, l'auto si guadagnò il soprannome di "Maiale rosa".
Una Ferrari 512 modificata, che presentava un abitacolo più stretto (costruito attorno al parabrezza di una Porsche 917) venne iscritta dalla Scuderia Filipinetti, per Mike Parkes e Henri Pescarolo: l'auto venne battezzata 512 F.
La Matra iscrisse solo una 660 per Chris Amon e Jean-Pierre Beltoise.
Il motore Ford Cosworth DFV fece il suo debutto a Le Mans nella nuova Ligier JS3 di Guy Ligier e  Patrick Depailler: per ottenere la necessaria affidabilità il motore era limitato a 8800 rpm e la potenza disponibile era attorno ai 400 hp (300 kW).

## Qualifiche
La pole postion andò a Vic Elford, che fece registrare il tempo di 3m14s ad una media superiore a 248 km/h, mentre Mark Donohue qualificò in quarta posizione la Ferrari "Sunoco": nonostante la vettura, concepita per le gare del Campionato CanAm sui contorti tracciati nordamericani, fosse dotata di un assetto aerodinamico particolarmente "carico" che priviligiava la tenuta di strada e che ne aveva limitato la velocità di punta a "soli" 320 km/h (ben 40 km/h più lenta delle 917), lo statunitense limitò a soli quattro secondi il suo ritardo dalla pole.
Da segnalare inoltre l'enorme differenza tra le velocità di punta fatte registrare dalle Sport 5 litri e le meno potenti Gran Turismo e a farne le spese nell'ultima sessione di prova è Jo Siffert che, vedendosi tagliare la strada da una vettura molto più lenta che intendeva superare mentre affrontava l'impegnativo tratto di Maison Blanche a circa 260 km/h, finì in testacoda e andò a impattare le barriere su entrambi i lati della pista per poi ritrovarsi con l'auto nella direzione giusta e rientrare lentamente ai box.

## Gara
La 917 di Rodríguez/Oliver condusse per la prima ora imponendo un ritmo forsennato in totale contrasto con le sue dichiarazioni della vigilia. Alle 19:00 la Sunoco era terza.

Alle 20:16, Donohue si ritirò con la Ferrari Sunoco. Il motore elaborato dalla Traco ammutolì.
All'alba la Matra stava ottenendo una incredibile seconda posizione.
Alle 9:40, Amon si fermò sul lungo rettilineo ed uscì dalla sua Matra. Aveva finito la benzina perché l'indicatore era rotto e i box erano troppo lontani per spingere l'auto.
Nonostante le velocità estremamente alte delle versioni a coda lunga (la Porsche-Martini argentea di Vic Elford venne cronometrata a 362 km/h) l'edizione del 1971 venne vinta nuovamente da una 917 a coda corta, ma con il telaio in magnesio, la Martini bianca numero 22 di Helmut Marko e Gijs van Lennep.

## Classifica finale
| Pos | Classe  | N° | Squadra                           | Piloti                                  | Vettura           | Motore               | Giri |
| --- | ------- | -- | --------------------------------- | --------------------------------------- | ----------------- | -------------------- | ---- |
| 1   | S 5.0   | 22 | Martini Racing Team               | Helmut Marko Gijs van Lennep            | Porsche 917K      | Porsche 4.9L Flat-12 | 397  |
| 2   | S 5.0   | 19 | J.W. Automotive Engineering Ltd.  | Richard Attwood Herbert Müller          | Porsche 917K      | Porsche 4.9L Flat-12 | 395  |
| 3   | S 5.0   | 12 | North American Racing Team (NART) | Sam Posey Tony Adamowicz                | Ferrari 512 M     | Ferrari 5.0L V12     | 366  |
| 4   | S 5.0   | 16 | David Piper Autorace              | Chris Craft David Weir                  | Ferrari 512 M     | Ferrari 5.0L V12     | 355  |
| 5   | S 5.0   | 58 | North American Racing Team (NART) | Bob Grossman Luigi Chinetti Jr.         | Ferrari 365 GTB/4 | Ferrari 4.4L V12     | 314  |
| 6   | GT +2.0 | 63 | ASA Cachia Bundi                  | Raymond Touroul André Anselme           | Porsche 911S      | Porsche 2.4L Flat-6  | 306  |
| 7   | P 2.0   | 49 | André Wicky Racing Team           | Walter Brun Peter Mattli                | Porsche 907       | Porsche 2.0L Flat-6  | 306  |
| 8   | GT +2.0 | 38 | René Mazzia                       | René Mazzia Jürgen Barth                | Porsche 911EC     | Porsche 2.4L Flat-6  | 303  |
| 9   | GT +2.0 | 42 | Jean Mésange                      | Jean Mésange "Gédéhem"                  | Porsche 911S      | Porsche 2.2L Flat-6  | 298  |
| 10  | GT +2.0 | 26 | Nicolas Koob                      | Erwin Kremer Nicolas Koob Günther Huber | Porsche 911S      | Porsche 2.4L Flat-6  | 292  |
| 11  | GT +2.0 | 39 | A.G.A.C.I.                        | Guy Verrier Gérard Foucault             | Porsche 911S      | Porsche 2.2L Flat-6  | 290  |
| 12  | GT +2.0 | 44 | The Paul Watson Race Organisation | Paul Vestey Richard Bond                | Porsche 911S      | Porsche 2.2L Flat-6  | 286  |
| 13  | GT +2.0 | 36 | Écurie Jean Sage                  | Björn Waldegård Bernard Chenevière      | Porsche 911S      | Porsche 2.4L Flat-6  | 263  |